# Garra ceylonensis
Garra ceylonensis — вид риб родини коропових (Cyprinidae).

## Поширення
Ендемік Шрі-Ланки. Широко поширений по всьому острову, як у сухому, так і у вологому поясі, до високогірних районів із швидкоплинними кам'янистими субстратними річками та потоками. Незважаючи на широке поширення, вид має охоронний статус «близький до загрозливого», оскільки йому загрожує вилов для акваріумістики, вирубка лісів та будівництво гідроенергетичних споруд, що перекривають його міграційні шляхи.

## Опис
Дрібна рибка, завдовжки до 15 см.

## Спосіб життя
Живе повільних та помірних річках та струмках, а також піднімається невеликими кам'янистими потоками для розмноження. В основному він харчується водоростями, такими як діатомові водорості.